# Peter Markham Scott
Pour les articles homonymes, voir Scott et Peter Scott.
Peter Markham Scott, né le 14 septembre 1909 à Londres et mort le 29 août 1989 à Bristol, est un ornithologue, conservationniste, peintre et sportif britannique.
Il est l'un des fondateurs du WWF et dessina le logo « Panda » de l'organisation. Son travail de pionnier dans la conservation de la nature contribua grandement au changement de politique de la Commission baleinière internationale et à la signature du Traité sur l'Antarctique.

## Biographie

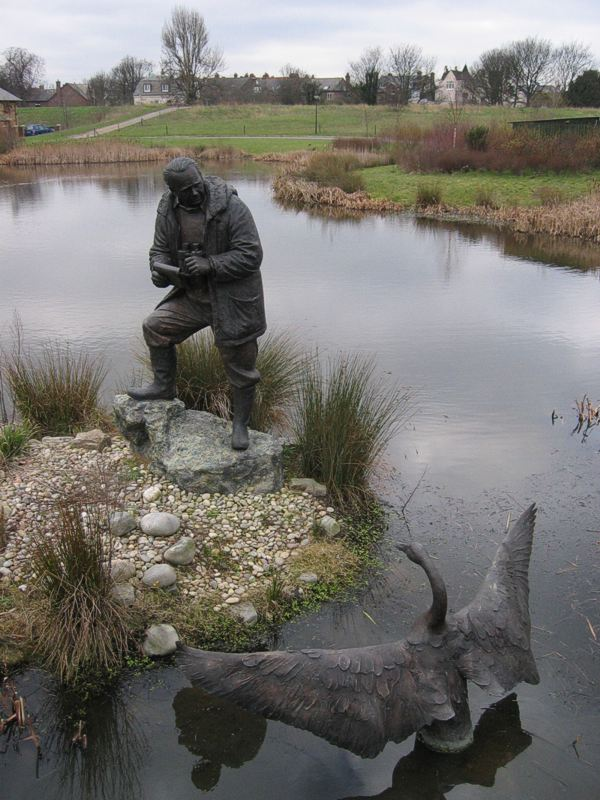
Statue de Sir Peter Scott au WWT London Wetland Centre.

Peter Scott est né au numéro 174 Buckingham Palace Road à Londres, fils unique de l'explorateur polaire Robert Falcon Scott qui mourut alors que Peter n'avait que deux ans. Il laissa des instructions, devenues célèbres, à sa femme, la sculptrice Kathleen Bruce, concernant Peter : « essayer de faire s'intéresser Peter à l'histoire naturelle si elle peut ». Sa mère se remaria et eut un autre enfant, demi-frère de Peter, Wayland Young (Lord Kennet). Le parrain de Peter était le dramaturge sir J. M. Barrie. Il étudia à Oundle School et Trinity College, suivant initialement des cours de sciences naturelles mais diplômé ensuite en histoire de l'art en 1931. Il hérite son talent artistique de sa mère et a sa première exposition à Londres en 1933. Sa fortune personnelle lui permit de suivre ses goûts pour l'art, la vie sauvage et le sport, notamment le vol à voile (il fut président de l'association britannique de vol à voile, la voile et le patinage sur glace. En 1936, il représenta la Grande-Bretagne et l'Irlande du Nord dans l'épreuve de voile aux Jeux olympiques de 1936 en catégorie solitaire, où il remporta la médaille de bronze.
Pendant la Seconde Guerre mondiale, Scott servit dans la Royal Navy. D'abord embarqué dans les destroyers de l'Atlantique Nord, il commanda ensuite un groupe de torpilleurs luttant contre les Allemands dans la Manche. Il est aussi crédité  d'avoir partiellement dessiné le camouflage de structure des bateaux. Il reçut la  Distinguished Service Cross pour son courage. Il se présenta comme candidat conservateur aux élections de 1945, sans succès. 
En 1946, il fonda la  Severn Wildfowl Trust (maintenant la  Wildfowl and Wetlands Trust). Dans les années qui suivirent, il entreprit des expéditions ornithologiques de par le monde, et devint une personnalité télégénique, popularisant l'étude des anatidae et des zones humides.
Il est également connu pour avoir donné le nom scientifique de Nessiteras rhombopteryx (basé sur une photographie sous-marine floue d'une nageoire)  au monstre du loch Ness; ce nom vient du grec « la merveille du Ness à la nageoire en forme de diamant ». Plus tard, le Daily Telegraph nota que le nom est également une anagramme (en anglais) de « Canular du monstre par Sir Peter S » : "Monster hoax by Sir Peter S". Grâce à l'attribution de ce nom scientifique, le monstre du Loch Ness put être enregistré comme espèce menacée.[réf. nécessaire]
Il meurt à Bristol en 1989.

## Orientation bibliographique
- Janet Kear (1990). Sir Peter Scott C.H., C.B.E., D.Sc., F.R.S. (1909-1989), The Ibis, 132 (3) : 483-484.